# Mariage d'Albert II et de Charlene Wittstock
Le mariage d'Albert II et de Charlene Wittstock a eu lieu le 1er juillet 2011 pour la cérémonie civile et le 2 juillet 2011 pour la cérémonie religieuse. Les deux cérémonies se sont déroulées à Monaco.

## Historique
Le mariage de Son Altesse Sérénissime le prince Albert II de Monaco et de Mademoiselle Charlene Wittstock a eu lieu cinquante-cinq ans après celui du souverain précédent, le prince Rainier III et de Grace Kelly, parents du prince Albert II.
Les festivités ont démarré le vendredi 1er juillet 2011. Les cérémonies du mariage civil se sont déroulées dans la Salle du Trône du Palais de Monaco. Un cocktail sur la place du Palais a suivi.
Le lendemain, samedi 2 juillet 2011, Mgr Bernard Barsi, archevêque de Monaco, a procédé à l'union religieuse dans la cour d’honneur du Palais princier.
Très attendue par les Monégasques et la presse internationale, cette union avait donné lieu à diverses rumeurs pendant plusieurs années avant que les fiançailles soient finalement annoncées par un communiqué officiel le 23 juin 2010.

### Monogramme

Monogramme d'Albert II et Charlène de Monaco.

### Mariage civil
Charlene Wittstock et le prince Albert II se sont mariés civilement dans la Salle du Trône du palais de Monaco le 1er juillet 2011. La cérémonie a débuté à 16 heures avec l’arrivée des 80 personnalités attendues dans la Salle du Trône pour assister à la cérémonie. Parmi elles figuraient notamment le ministre d’État et les Conseillers de Gouvernement monégasques, l’archevêque de Monaco, les membres de la Maison souveraine, le chambellan du Prince, le président du Conseil national, les ambassadeurs de France, d’Afrique du Sud et le nonce apostolique (en). Le mariage a eu lieu à 17 heures, Charlene portait un tailleur pantalon bleu ciel de la maison de couture Chanel.
C’est le directeur des Services judiciaires (qui a la fonction d’officier d’état civil pour la famille princière) Philippe Narmino, qui a dirigé la cérémonie. Avant le consentement des futurs époux, Philippe Narmino s’est félicité de l’alliance de Monaco et l’Afrique du Sud par ce mariage. Il a ensuite déclaré : « L'Afrique et l'Europe se sont rejoints à travers votre parcours. (...) Charlene vous épousez un prince mais aussi un pays. »
Les témoins furent :
- pour le marié : monsieur Donald Christopher Le Vine, né le 8 juin 1957 à Philadelphie (États-Unis), neveu de la princesse Grace de Monaco.
- pour la mariée : madame Donatella Knecht de Massy, née le 10 mai 1972 à Johannesburg (Afrique du Sud), épouse de Keith Sébastien Knecht de Massy, lui-même fils de feue Christine-Alix de Massy (1951-1989), elle-même fille de feue la princesse Antoinette de Monaco (1920 - nuit 17 au 18 mars 2011) créée baronne de Massy.

À 18 h, les nouveaux mariés sont apparus au balcon du Palais princier. Sur la place, 6 000 Monégasques, invités à un cocktail dînatoire pour l’occasion, agitent les drapeaux de Monaco et de l’Afrique du Sud.
À la nuit tombée, Jean-Michel Jarre réalise un son et lumière géant sur le port de Monaco, installé sur une scène longue de 60 mètres plantée dans l'eau, avec huit tours de lumières de 35 mètres, comme renvoyant aux gratte-ciel monégasques leur faisant face. Le musicien français pionnier de l'électronique a ordonnancé deux heures de show auquel assistèrent 85 000 personnes. Jean-Michel Jarre, qui voulait un concert « festif, high-tech, glamour, rock’n roll » s’est dit ravi de l'expérience, à laquelle le public a fait un triomphe.
Le mariage a battu des records d'audience télévisuelle en France, ayant été suivi par plus de 7 millions de téléspectateurs français, et dans le monde avec près d'un milliard de visionnages, via les chaînes de télévision internationale, Internet et YouTube.

### Mariage religieux
Le samedi 2 juillet 2011, Mgr Bernard Barsi, archevêque de Monaco, célèbre l’union religieuse du prince Albert II et de Charlene. À partir de 16 h, les invités, parmi lesquels des célébrités et de nombreuses têtes couronnées, commencent à prendre place dans la Cour d’honneur du Palais princier, où se déroule la cérémonie. Le président de la République française, Nicolas Sarkozy, arrive en dernier selon la règle protocolaire.
Charlene, porte une robe de mariée en satin duchesse blanc à longue traîne signée Giorgio Armani. Comme le veut la coutume, elle fait son entrée au bras de son père, Michael Wittstock, sur un tapis rouge allant de la Caserne des Carabiniers au Palais. Ils sont accompagnés par sept demoiselles d’honneur vêtues du costume traditionnel monégasque. Après l’échange des consentements, devant la famille princière monégasque et la famille Wittstock, et la fin de la messe, le ténor Andrea Bocelli interprète l’Ave Maria.
Le couple sort sous une pluie de pétales de roses, au même moment les six paroisses de Monaco sonnent les cloches. Puis le couple se rend à la chapelle Sainte-Dévote où la mariée dépose son bouquet. Toute la cérémonie a été filmée, la réalisation de ce film a été confiée à Jérôme Revon et les commentaires étaient assurés par le chroniqueur mondain, Stéphane Bern.

### Voyage de noces
Les époux se sont envolés pour leur voyage de noces en Afrique du Sud le 4 juillet 2011. Ce voyage était la première visite officielle du couple princier, au cours de laquelle ils ont été reçus par le président Jacob Zuma et son épouse.
La princesse Charlène a été reçue par Mgr Desmond Tutu, prix Nobel de la paix.

## Timbres-poste commémoratifs
Le 2 juillet 2011, à l'occasion du mariage princier, est émise un bloc postal représentant le prince Albert II et son épouse Charlène Wittstock, créé par Gueorgui Chichkine (lauréat du concours), et une série de timbres-poste à l'effigie, créé par deux artistes : Cyril de La Patellière (sculpteur et dessinateur) - auteur de portrait de la princesse et Pierre Albuisson (maître-graveur) - auteur de portrait du prince.